# Alternanthera echinocephala
Alternanthera echinocephala är en amarantväxtart som först beskrevs av Joseph Dalton Hooker, och fick sitt nu gällande namn av Erling Christophersen. Alternanthera echinocephala ingår i släktet alternanter, och familjen amarantväxter. Inga underarter finns listade i Catalogue of Life.

## Bildgalleri

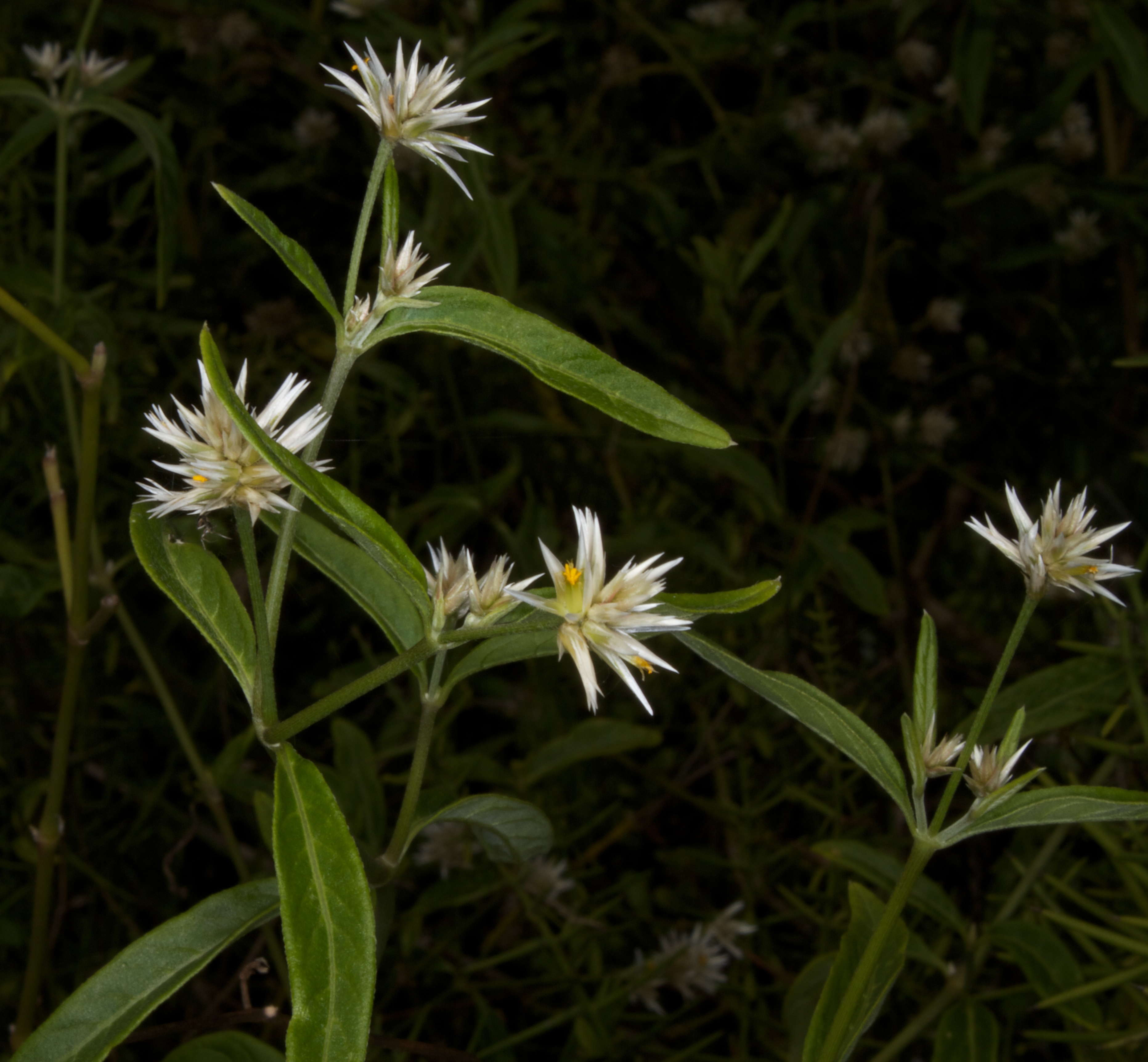